# پرتره مادام ایکس
پرتره مادام ایکس (انگلیسی: Portrait of Madame X) عنوان پرتره‌ای است که جان سینگر سارجنت از ویرژینی گوتخو، همسر بانکدار فرانسوی، پیر گوتخو، پرداخت. این پرتره سفارشی نبود و براساس درخواست سارجنت و برای مطالعه تضاد (در نقاشی) کشیده شد. سارجنت زنی را به تصویر کشیده که در لباسی مشکی با بندهای جواهرنشان فیگور گرفته است؛ لباسی که همزمان، پوشانده و به نمایش گذاشته. شخصیت نقاشی را به‌نمایش‌گذاشتن تضاد پوست رنگ‌پریده سوژه و تیرگی لباس و پس‌زمینه نقاشی شکل داده است.
رسوایی به وجود آمده در نتیجه پذیرش این اثر در سالن پارس در ۱۸۸۴، موقتاً در فرانسه مشکلاتی برای سارجنت به وجود آورد اما همزمان باعث شد او بعدها در بریتانیا و آمریکا، موقعیت هنری مناسبی به دست بیاورد.